# Halszka Górny
Halszka Górny – polska językoznawczyni, która interesuje się głównie onomastyką.
Halszka Górny uzyskała stopień doktora nauk humanistycznych na Uniwersytecie Jagiellońskim w roku 2002 na podstawie rozprawy Nazwiska mieszkańców wybranych miejscowości dawnej ziemi sanockiej w świetle interferencji etniczno-językowej (XV-XIX w.). Procesy kreacji i stabilizacji, napisanej pod kierunkiem promotor Barbary Greszczuk. Habilitowała się w roku 2014 na podstawie rozprawy pod tytułem Nazwy własne w piśmiennictwie pamiętnikarskim XIX wieku. Perspektywa funkcjonalno-tekstologiczna.
Halszka Górny związana jest z Instytutem Języka Polskiego PAN, gdzie jest profesorem i pełni funkcję przewodniczącej Rady Naukowej. Wcześniej zatrudniona była na Uniwersytecie Rzeszowskim. Bierze udział w projekcie Najczęstsze nazwiska w Polsce — współczesność i historia. Słownik elektroniczny. W roku 2015 otrzymała odznaczenie państwowe - Brązowy Medal za Długoletnią Służbę. Od 2022 r. jest redaktor naczelną czasopisma naukowego Onomastica.